# Elettroeiaculazione

Esempio di elettrostimulazione con contrazioni e eiaculazione

L'elettroeiaculazione, o molto spesso elettroeiaculazione rettale o "EEJ", è il trattamento per infertilità maschile dovuta all'incapacità di eiaculare, a causa di trauma midollare. La tecnica è in grado di condurre alla procedura di fertilizzazione assistita, seguita da concepimento e gravidanza normale.

## Strumenti
Stimolatori elettrici dedicati consentono ai pazienti con traumi ai fasci nervosi spinali o con lesioni al midollo spinale di raggiungere l'eiaculazione. La stimolazione può ottenersi direttamente attraverso elettrodi, oppure mediante stimolazioni vibratili o per elettroeiaculazione rettale (una sonda rettale trasmette impulsi elettrici che favoriscono il rilascio dello sperma).

## Procedura
Nell'elettroeiaculazione rettale, a volte in anestesia generale, gli elettrodi vengono inseriti a livello dell'ano per stimolare le vescicole seminali attraverso la parete rettale anteriore.
Alcune persone come reazione producono un'eiaculazione retrograda (lo sperma torna verso la vescica, invece di essere espulso dal pene), quindi, come precauzione, la vescica viene cateterizzata prima di procedere – per rimuovere l'urina, che potrebbe danneggiare lo sperma – e dopo la procedura – per rimuovere lo sperma che potrebbe essere entrato nella vescica. Studi recenti mostrano che questa tecnica induce l'eiaculazione nell'80 – 100% degli uomini con tutti i tipi di lesione al midollo spinale.

L'elettroeiaculazione potrebbe produrre disreflessia autonomica negli uomini con lesione al midollo spinale sopra T6. Per questa ragione, il monitoraggio della pressione sanguigna è sempre consigliato durante questa procedura, e un aiuto per un eventuale aumento della pressione deve essere assicurato alle persone più a rischio.